# Bill Browder
Pour les articles homonymes, voir Browder.
William Felix Browder dit Bill Browder, né le 23 avril 1964, est un homme d'affaires américain puis britannique, chief executive officer (CEO) et cofondateur du fonds d'investissement Hermitage Capital Management.

## Biographie
Bill Browder est le fils du mathématicien Felix Browder et le petit-fils d'Earl Browder, l'ancien dirigeant du Parti communiste américain.
Il a grandi à Chicago (Illinois) et a fréquenté l'université de Chicago, où il a étudié l'économie. Il a obtenu un MBA de la Stanford Business School en 1989, où il avait comme condisciples Gary Kremen et Ryland Kelley.
Il a ensuite obtenu la nationalité britannique.
Bill Browder a travaillé chez Boston Consulting Group à Londres puis a dirigé le bureau russe des investissements chez Salomon Brothers. Il dirige ensuite le fonds d'investissement Hermitage Capital Management, une branche de la banque HSBC qui contrôle le plus grand fonds d’investissement étranger en Russie et possède notamment des parts dans des sociétés comme Gazprom, Inter RAO, Rosneft, Sberbank, Sidanko, Surgutneftegaz, etc.. Persona non grata en Russie, il est lié à l'affaire d'escroquerie dénoncée par Sergueï Magnitski.

## Hermitage Capital Management
Dans les années 1990, il dirige Hermitage Capital Management, le plus gros fonds d'investissement occidental en Russie. D'un capital initial de 25 millions de dollars, il atteint 4,5 milliards en 1997. Les oligarques proches du président Vladimir Poutine s'emparent par la suite de ses participations et l'accusent d'une fraude fiscale de 230 millions de dollars qu'ils ont en réalité organisée.

## Déclarations
Après avoir approuvé la politique de Vladimir Poutine pendant dix ans, Bill Browder dénonce ensuite le président de la fédération de Russie, les oligarques russes et le système politique de kleptocratie. Le 13 novembre 2005, il est refoulé à l'aéroport Cheremetievo de Moscou, son visa de séjour est refusé car il lui est reproché de constituer une menace pour la sécurité nationale russe.
Selon une déclaration de Bill Browder faite le 15 février 2015 à CNN, relayée aussitôt en France par Le Figaro, Libération, Le Monde et la plupart des grands médias écrits et audiovisuels, Vladimir Poutine serait l'homme le plus riche du monde. Sa fortune s'élèverait, selon lui, à 200 milliards de dollars,, ce qui représente pas moins de 10 % du PIB de la Russie. Les 200 milliards de Poutine, affirme Bill Browder, ont été amassés en détournant les investissements publics russes (écoles, hôpitaux, etc.) et se trouveraient en Suisse où ils constitueraient ainsi 10 % du montant total des dépôts bancaires étrangers. Le magazine Forbes n'a pas intégré les affirmations de Bill Browder pour son classement des grandes fortunes et s'en tient en 2016 à son Top-20 qui comporte treize personnalités américaines et aucune personnalité russe.
Il est depuis une cible des autorités russes, qui ont émis, en date de 2018, six fois par erreur, une « notice rouge » le signalant comme criminel recherché par Interpol[réf. nécessaire] et l'ont accusé en novembre 2018 d'avoir fait empoisonner Magnitski en prison.
Le fonds de Bill Browder a racheté plusieurs milliards d'actifs russes privatisés à l'ère des oligarques criminels de Boris Eltsine. Hermitage Capital Management est basé à Guernesey avec des filiales aux îles Caïmans[réf. nécessaire].
 (mai 2022).
Le contenu est difficilement compréhensible vu les erreurs de traduction, qui sont peut-être dues à l'utilisation d'un logiciel de traduction automatique.
Au Forum économique mondial de Davos en 2022, Bill Browder critique l'Allemagne pour sa politique antérieure à l'égard de la Russie : « Poutine est responsable à 95 % de cette guerre, car c'est lui qui lance les bombes et assassine des civils » mais « Cinq pour cent du blâme sont également portés par l’Occident et surtout l’Allemagne pour ce qui se passe en Ukraine », a déclaré Browder aux médias. « Merkel s'est battue pour rendre l'Allemagne et l'Europe dépendantes de Moscou et ouvertes au chantage. L'attaque de Poutine contre l'Ukraine est donc aussi la guerre de Merkel ! », a déclaré Bill Browder.

## Publications
- (en) Red Notice: A True Story of High Finance, Murder, and One Man's Fight for Justice, Simon & Schuster, 2015  (ISBN 978-1-4767-5571-7)
  - Traduction française par Renaud Bombard : Notice rouge, édition Kero, 2015  (ISBN 978-2-3665-8087-7)

Bill Browder y témoigne de son expérience en Russie et des attaques du gouvernement russe contre Hermitage Capital Management